# Valérie Goma
Pour les articles homonymes, voir Goma (homonymie).
Valérie Goma, née le 8 décembre 1968 à Aix-en-Provence, dans les Bouches-du-Rhône, est une metteuse en scène et dramaturge française.

Dans son travail d'écriture, elle a un temps utilisé le pseudonyme de Agnès Gertrude.

## Biographie
D'ascendance française par sa mère et congolaise par son père (originaire du Zaïre), Valérie Goma suit un cursus universitaire d’études théâtrales et de médiation culturelle à l'université de la Sorbonne. Parallèlement, elle se lance dans l'écriture, met en scène et suit de nombreux stages liés au jeu d'acteur et à la scénographie, notamment avec Ariane Mnouchkine et Jean-Charles Clair.
Auteur de nouvelles et de textes pour le théâtre, elle écrit Free Angela, un monologue qui obtient le Prix SACD/Beaumarchais du Concours Théâtre et Liberté au Festival International des Francophonies en 1993. L'année suivante, participant au Concours mondial de la nouvelle organisé conjointement par l'ACCT et Radio France internationale, elle fait partie des 17 auteurs sélectionnés, parmi les quatre mille en lice, et voit son texte, Mirage sans tain, publié aux Éditions Sepia dans le recueil Les inédits 94 de RFI-ACCT. 
En 1996, Valérie Goma obtient un CAPES en Lettres Modernes et commence à enseigner. Cette même année, elle écrit En attendant l'été, une pièce de théâtre qui place ses personnages quelque part dans un pays d'Europe de l'Est en état de guerre. Le texte, pour lequel l'auteure a bénéficié de l'aide à la création de la part du Centre national du théâtre, remporte l'année suivante le Prix du Jury dans le cadre de la semaine « Paroles d'auteurs » au Théâtre de l'Est Parisien. En 1998, elle le met elle-même en scène au Collège de La Salle pour le Festival Off d'Avignon, et voit conjointement sa publication chez Lansman éditeur.
Cofondatrice et directrice artistique de la compagnie du Théâtre de la Ruche depuis 1986, Valérie Goma est à l’initiative de nombreux projets d’actions culturelles avec des amateurs, notamment à Saint-Pierre-et-Miquelon, à Arcueil dans le Val-de-Marne, ou encore à la Maison d'arrêt d'Osny-Pontoise, dans le Val-d'Oise. Devenue compagnie professionnelle en 1996, le Théâtre de la Ruche s'implantera  en 2007 à Cayenne, en Guyane française, où la metteuse en scène s’attachera à représenter la mixité humaine de ce territoire en réunissant sur scène des artistes d'origines et de disciplines diverses. 
En 2002, Valérie Goma obtient une bourse du Centre national du livre (CNL) pour une résidence à la maison des auteurs des Francophonies en Limousin afin d'y écrire autour d'un projet intitulé « La peur du Noir ou Droits du Sol ». Cahier d’un impossible retour sera le fruit de cette résidence. Trois en ans plus tard, le texte est donné en lecture publique en Guadeloupe et remporte le prix Textes-en-Paroles, avant d'être créé pour la scène en 2006 par le Théâtre de la Ruche, dans une mise en scène de l’auteur, à l’occasion des Récréatrales de Ouagadougou, au Burkina Faso. Par la suite, la pièce est reprise en Guyane et tourne jusqu’en 2009, passant par Haïti, le Surinam, le Brésil et le Festival d’Avignon. En septembre 2014, Cahier d'un impossible retour sera édité par Textes-en-Paroles en version numérique aux formats Kindle et ePub[réf. nécessaire].
En 2005, Valérie Goma obtient un doctorat en Arts et Spectacles sous la direction de Jean-Pierre Sarrazac, et s'est vu décerner le Prix Williams Sassine, aux côtés de 14 autres lauréats, pour sa nouvelle intitulée Dans la jungle dérive, qu'elle signe sous le pseudonyme de Agnès Gertrude. Les textes ainsi primés sont rassemblés l'année suivante dans un recueil intitulé Le Camp des innocents, publié chez Lansman.
En 2010, la metteuse en scène adapte Lucy comme les chiens, un roman sombre de  Catherine Rey. Elle crée la pièce Lucy (à Cayenne, puis tournée dans le bassin amazonien voisin) mettant l’accent d'une part sur la maltraitance infantile qui sévit dans la région et d'autre part sur les questions identitaires liées au rapport à la langue. Pour ce faire, Valérie Goma réinvente dans son adaptation un parler issu d'une mixité d’espagnol, de portugais, de français et d’anglais, et convoque dans sa distribution des comédiens polyglottes.

## Œuvres

### Théâtre
- Free Angela, Prix « théâtre et libertés » RFI / Fondation Beaumarchais, 1993.
- En attendant l'été, Éditions Lansman, dans la Collection Théâtre à vif, 1998  (ISBN 2-87282-206-2)
- Cahier d’un impossible retour, Éditions Textes en Paroles, dans la Collection Théâtre Caraibe, 2014 (livre numérique : formats Kindle et ePub)  (ISBN 9782371940024)

### Nouvelles
- Mirage sans tain, in. Les inédits 94 de RFI-ACCT, Éditions Sepia, 1994  (ISBN 978-2-84129-066-6).
- La Nina
- Il était une fois dans l’Oued
- Carnet de sable
- Un autre que lui
- Faudra bien un jour que ça cesse
- Dans la jungle dérive (sous le pseudonyme de Agnès Gertrude), Prix Williams Sassine, in. Le Camp des innocents, Éditions Lansman, 2006  (ISBN 978-2872825172).